# Cazilhac (Aude)
Cazilhac település Franciaországban, Aude megyében. Lakosainak száma 1637 fő (2022. január 1.). Cazilhac Carcassonne, Cavanac és Palaja községekkel határos.

## Népesség
A település népessége az elmúlt években az alábbi módon változott:
| Lakosok száma | 257  | 1357 | 1384 | 1564 | 1655 | 1655 | 1648 | 1652 | 1640 | 1637 |
|               | 1968 | 1982 | 1990 | 2006 | 2013 | 2015 | 2017 | 2019 | 2020 | 2022 |